# Abathymermis parva
Abathymermis parva là một loài tuyến trùng thuộc họ Mermithidae.
Loài này sống ở nước ngọt.